# André Le Bœuffle
André Le Bœuffle, né le 8 août 1924 à Amiens et mort le 22 juin 2006 dans la même ville,  est un professeur de latin et de grec à l’université d'Amiens, spécialiste de l’astronomie antique, également auteur de nombreux ouvrages scientifiques, membre de l'Académie d'Amiens.

## Biographie
André Le Bœuffle obtient l'agrégation de grammaire en 1948 et devient professeur au lycée d'Amiens (1948-1965). Il est nommé en 1965 maître-assistant de latin au Centre littéraire universitaire d'Amiens. Il fait ensuite toute sa carrière dans ce qui est devenu l'université de Picardie : maître de conférences (1971), puis professeur de langue et littérature latines (1974).
Il était membre de l'Académie des sciences, des lettres et des arts d'Amiens (1999) et de la Société des antiquaires de Picardie (1952), dont il a été secrétaire perpétuel.

## Publications

### Thèse
- Le vocabulaire latin de l'astronomie, Université de Paris, 1970.

### Traductions
- Germanicus : Les “Phénomènes” d'Aratos[2] — texte établi et traduit par André Le Bœuffle, Paris, Les Belles Lettres, 1975 ;
- Hygin : L'Astronomie d'Hygin[3] — texte établi et traduit par André Le Bœuffle, Paris, les Belles Lettres, 1983 ;
- Martianus Capella :  L'Astronomie de Martianus Capella[4] — traduction pour la première fois en français et commenté par André Le Bœuffle, Vannes, Burillier, 1998.

### Études
- Les noms latins d'astres et de constellations, Paris, Les Belles Lettres, 1977 ;
- Astronomie, astrologie : lexique latin, Paris, Picard, 1987 ;
- Le ciel des Romains, Paris, De Boccard, 1989, VIII-164 p. ;
- Astronymie. Les noms des étoiles, Vannes, Burillier, 1996 ;
- Le ciel et la mer – L'utilisation de l'astronomie dans la navigation ancienne. Vannes, Éditions Burillier, 1997 ;
- Atlas céleste de Flamsteed, Vannes, Burillier, 1996.

### Préfaces
- E.-M. Antoniadi :  L'astronomie égyptienne, depuis les temps les plus reculés jusqu'à la fin de l'époque Alexandrie, préface d'André Le Bœuffle, Vannes, Burillier, 2003 ;
- Joseph Monard : Astronymie et onomastique calendaire celtiques : le ciel et l'année chez les Celtes, préface d'André Le Bœuffle, Ploudalmézeau, Label LN, 2005.